# Tibor Linka
Tibor Linka (Šamorín, 13 febbraio 1995) è un canoista slovacco, vincitore della medaglia d'argento nel K4 1000 m ai Giochi olimpici di Rio de Janeiro 2016.

## Palmarès
- Olimpiadi

Rio de Janeiro 2016: argento nel K4 1000m.
- Mondiali

Milano 2015: oro nel K4 1000m.
- Europei

Mosca 2016: oro nel K4 1000m e argento nel K4 500m.
Plovdiv 2017: argento nel K4 500m e bronzo nel K4 1000m.
Belgrado 2018: argento nel K4 1000m.